# Viacom (1971-2005)
 Viacom Inc. (abbreviazione di Visual & Audio Communications) è stato un conglomerato dei media statunitense, con vari interessi in tutto il mondo nei canali televisivi satellitari e via cavo.

## Storia
L'originale Viacom viene fondata il 3 maggio 1971 come divisione di CBS.

1976 - 1986

### Scissione
La società, nel 2005 a causa di una riorganizzazione aziendale che ha comportato una scissione del ramo dei mass media alla nuova Viacom, è stata ridenominata in CBS Corporation.

## La nuova Viacom
Il 3 gennaio 2006 è stata fondata una nuova società sempre con lo stesso nome di Viacom.
Sono state create due divisioni operative:
- Viacom Media Networks per il mercato statunitense e
- Viacom International Media Networks per il resto del mondo.